# Mulberry Street (Manhattan)

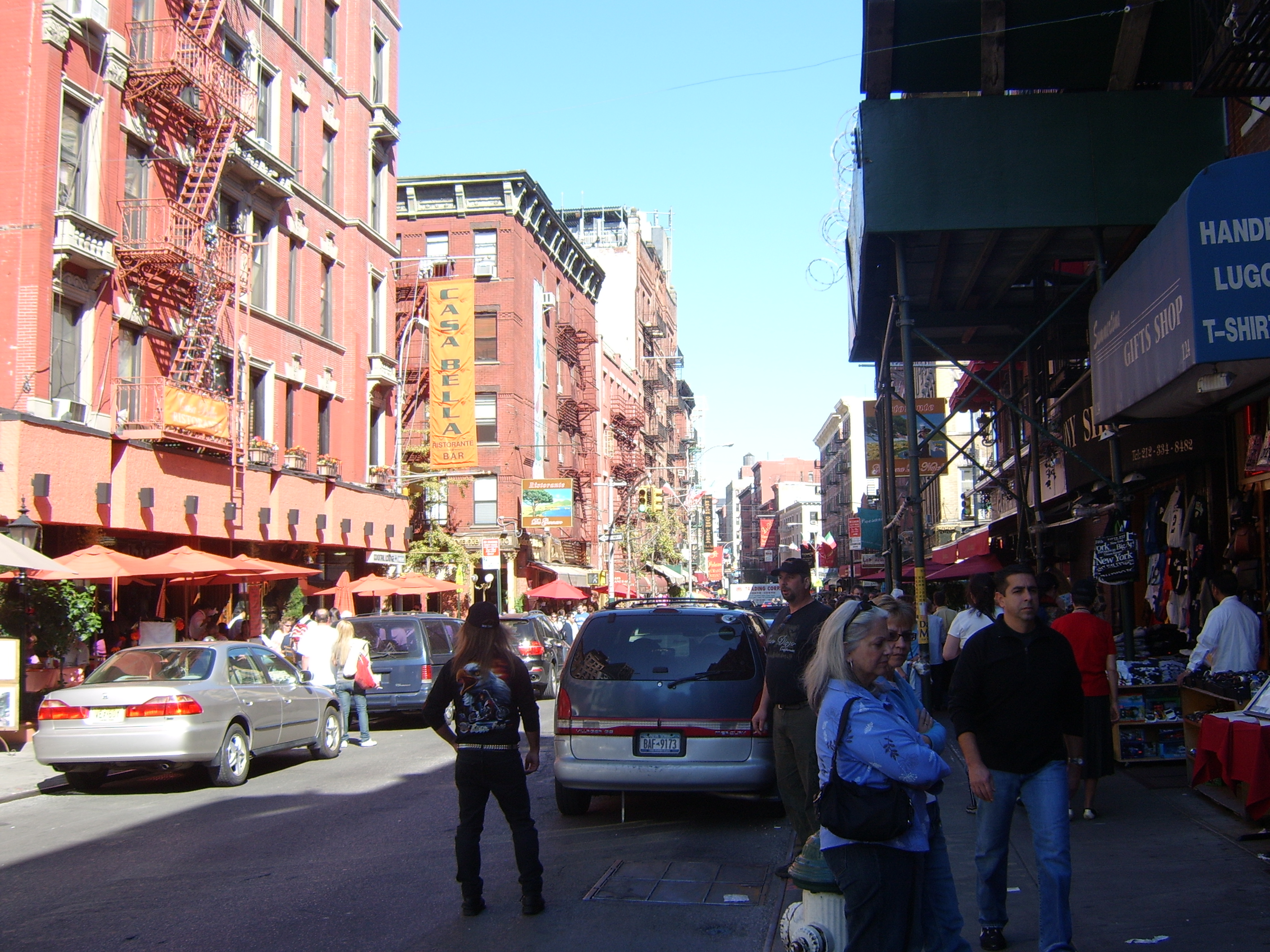
Mulberry Street in Little Italy

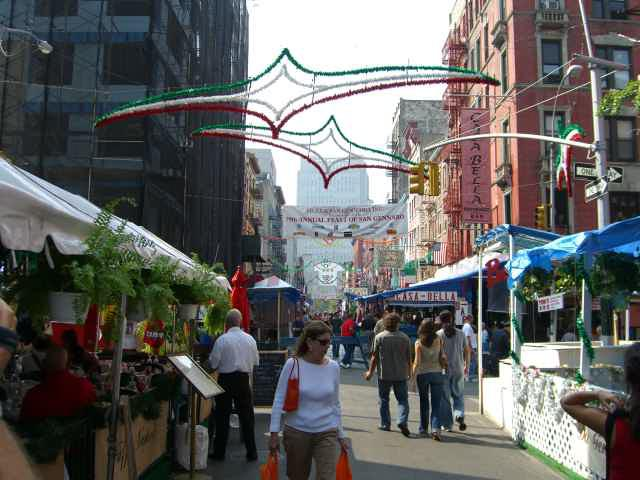
San Gennaro Festival auf der Mulberry Street

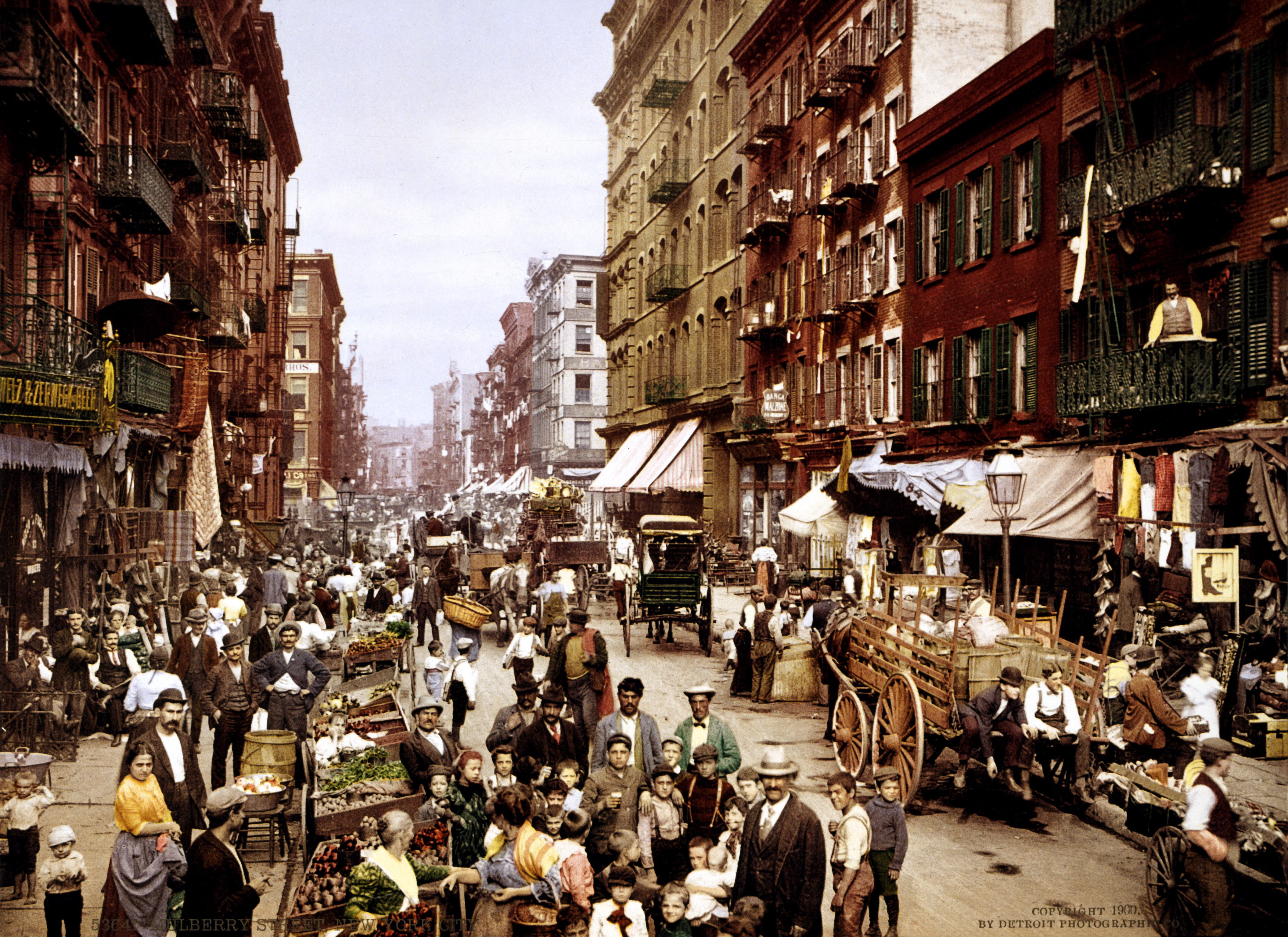
Mulberry Street (ca. 1900)

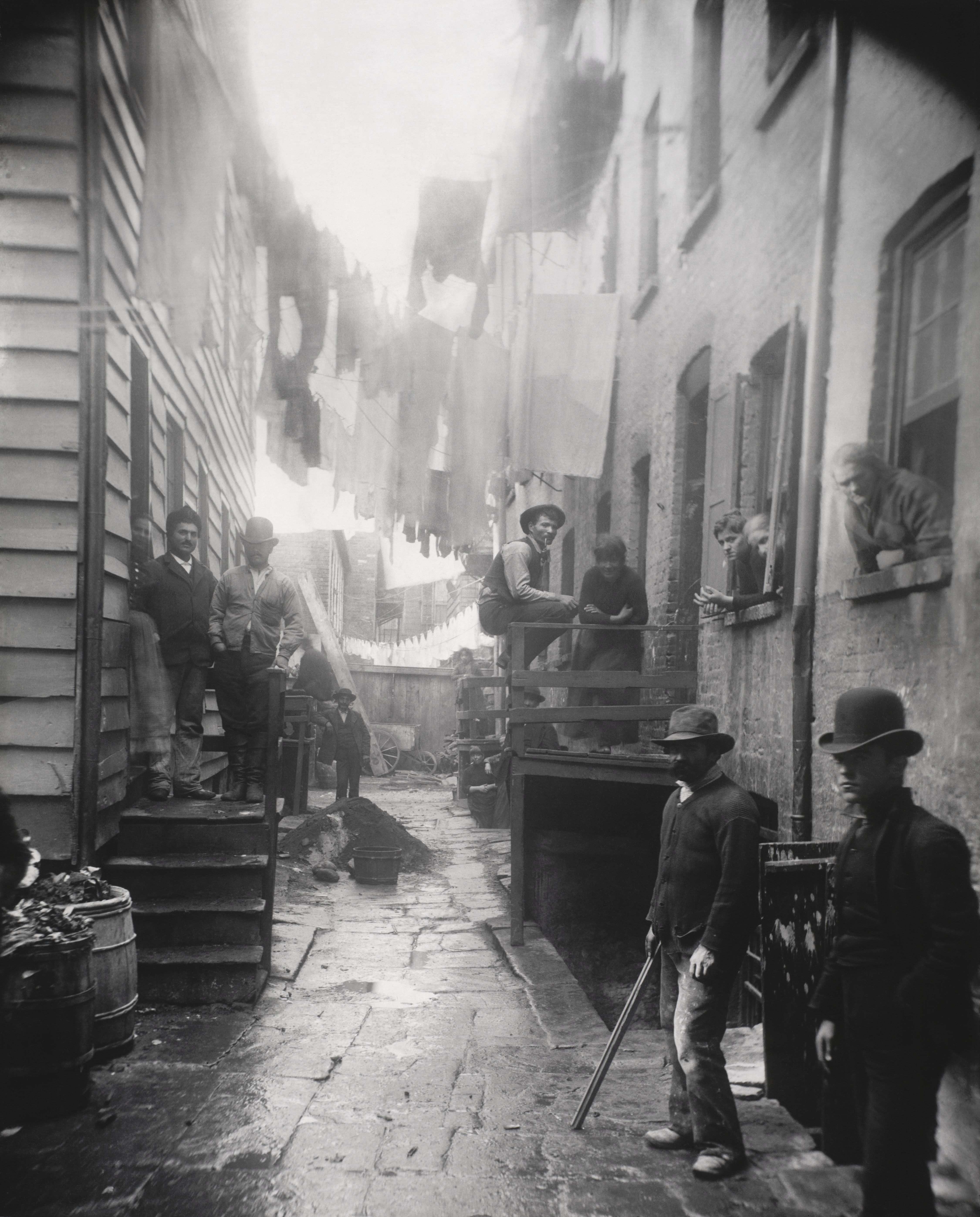
„Bandit’s Roost“ ein Seitengässchen der Mulberry Street – fotografiert von Jacob Riis im Jahre 1888 – stand in den 1880er und 1890er Jahren im Mittelpunkt von Polizeiaktionen.

Die Mulberry Street ist eine Hauptverkehrsstraße im Süden vom Stadtbezirk Manhattan in New York City, Vereinigte Staaten.

## Geschichte
Die Straße findet sich auf Landkarten dieser Gegend mindestens seit 1755. Durch eine „Biegung“ (Mulberry Bend), die die Richtung der Straße ändert, wurde den Feuchtgebieten rund um den Collect Pond ausgewichen. Diese Biegung war ein historischer Teil der Five Points.
Zur Zeit der Amerikanischen Revolution (zweite Hälfte des 18. Jahrhunderts) wurde die Mullberry Street „Slaughter-house Street“ genannt – nach dem Schlachthof (englisch: slaughterhouse) von Nicholas Bayard. Dieser befand sich bis zum Sommer 1784 an der Südwest-Ecke der Kreuzung von Mulberry Street und Bayard Street. Dann musste dieser per Anweisung zu Corlaer’s Hook (Crown Point) in der Lower East Side umziehen.

## Lage
Die Mulberry Street befindet sich in Lower Manhattan (Downtown) zwischen der Baxter Street und der Mott Street. Sie verläuft von Norden nach Süden durch das alte Zentrum von Little Italy. Das südliche Ende der Mulberry Street befindet sich in Chinatown. Hier finden sich chinesische Gemüsehändler, Metzger und Fischhändler.
Weiter südlich – nach der Bayard Street – liegt auf der Westseite der Straße der Columbus Park, der 1897 angelegt wurde. Auf der Ostseite befinden sich an diesem Straßenabschnitt die Bestattungsinstitute von Chinatown.

## Mulberry Bend
Die Straße wurde nach den Maulbeerbäumen (englisch: mulberry tree) benannt, die einst am Mulberry Bend standen: „Mulberry Bend ist eine leichte Biegung in der Mulberry Street, eine turbulente Schlucht aus hohen Mietshäusern … so voller Menschen, dass sich das Gewimmel von Kommen und Gehen vom Gehweg bis fast zur Mitte der Straße ausbreitet … Die Menschenmassen sind auf der Straße weil ein Großteil des Gehwegs und des Rinnsteins von Verkaufsständen in Anspruch genommen wird.“ Für den Stadtreformer Jacob Riis (1849–1914) war die Mulberry Bend der Inbegriff des schlimmsten Slums der Stadt.

## Feast of San Gennaro
Während des italo-amerikanischen Festivals Feast of San Gennaro (Fest des heiligen Januarius), das seit 1926 jährlich im September stattfindet, wird die gesamte Straße für den Autoverkehr gesperrt, um Platz für das Straßenfest zu schaffen. Es ist das größte italo-amerikanische Festival in New York und möglicherweise in den Vereinigten Staaten.

## Bedeutende Gebäude
Das Puck Building befindet sich in der Nähe des nördlichen Endes der Straße an der Südwestecke der Kreuzung mit der Houston Street. Weiter südlich steht die St. Patrick’s Old Cathedral. Die Church of the Most Precious Blood befindet sich an der 113 Baxter Street und wurde von Italienern erbaut, denen als neue Einwanderer untersagt war, am Gottesdienst der Church of the Transfiguration und der Old St. Patrick’s Cathedral teilzunehmen. Unterhalb der Prince Street (Hausnummer 247) befindet sich der frühere Ravenite Social Club, wo durch Telekommunikationsüberwachung Beweise gesichert wurden, die zur Verurteilung von John Gotti führten.

## Medien
Mulberry Street war Gegenstand in Büchern, Filmen und Musik: Billy Joel schrieb das Lied Big Man on Mulberry Street, das auf seinem Album The Bridge (1986) veröffentlicht wurde. Die Straße wird ebenfalls im Lied Io tengo n’appartamento des italienischen Sängers Renato Carosone erwähnt, der die alte Geschichte eines reichen Sängers in Little Italy besingt, der seine Heimatstadt Neapel vermisst. Die Old St. Patrick’s Cathedral diente als Drehort für einige Szenen des Mafiafilms Der Pate von Francis Ford Coppola mit Al Pacino. Ebenfalls die Szene in Der Pate III, in der Michael Corleone von der Kirchengemeinde geehrt wird. Eine Szene des Filmes Hexenkessel spielte in dem von Mauern umgebenen Kirchhof.
Im Jahre 2006 wurde der Horrorfilm Mulberry Street gedreht.
Der Straßenname Mulberry Street in Dr. Seuss’ Buch And to Think That I Saw It on Mulberry Street bezieht sich auf die Mulberry Street in Springfield (Massachusetts), dem Geburtsort des Autors.
Es gibt einen Song mit dem Namen Mulberry Street der Band Twenty One Pilots auf dem Album Scaled And Icy.